# R-100
БПАК R-100 — український дослідний безпілотний літальний апарат. Був представлений 2014 року.

## Історія
Розроблений компанією «Велес». За іншими даними — компанією «Юавіа».[джерело?]

## Технічні характеристики
Є різні конфігурації комплексу: мобільний варіант на колісному або гусеничному шасі, а також компактний варіант.
При габаритах 1,8×1,4 м і вазі близько 15 кг, апарат може нести корисне навантаження до 3-х кг в діапазоні висот від 50 до 2000 метрів. Компактний ДВС потужністю в 3,5 к.с. забезпечує БПАК дальність польоту до 100 км на швидкостях в межах від 50 до 140 км/год і час безперервного перебування в повітрі до 2 годин.